# آناکوندا (توزیع پایتون)

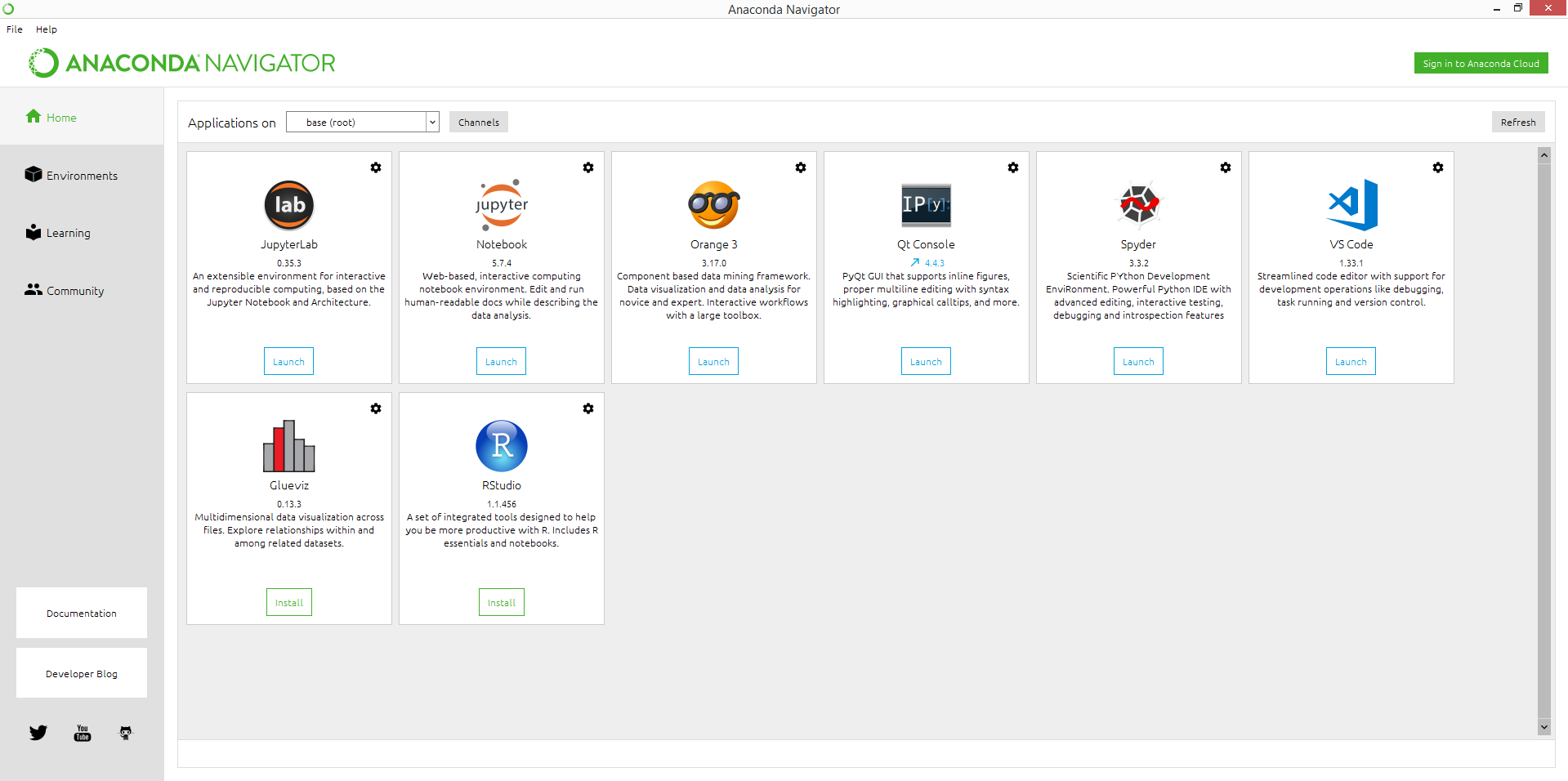
صفحه اول آناکوندا

آناکوندا توزیعی از زبان‌های برنامه‌نویسی پایتون و R برای محاسبات علمی (علوم داده، برنامه‌های یادگیری ماشین، پردازش داده در مقیاس بزرگ، تجزیه و تحلیل پیش بینی و غیره) است که هدف آن ساده‌سازی مدیریت و استقرار پکیج است. این توزیع شامل پکیج‌های داده‌شناسی مناسب برای ویندوز، لینوکس و macOS است.
این توسط شرکت آناکوندا که توسط پیتر وانگ و تراویس اولیفانت در سال 2012 تاسیس شد، توسعه و نگهداری می‌شود. 
به عنوان یک محصول آناکوندا، شرکت، آن را به عنوان توزیع آناکوندا یا نسخه فردی آناکوندا نیز می‌شناسند، در حالی که سایر محصولات این شرکت نسخه تیمی آناکوندا و نسخه تجاری آناکوندا هستند که هر دو رایگان نیستند.
نسخه‌های پکیج در آناکوندا توسط سیستم مدیریت پکیج کوندا مدیریت می‌شوند. این مدیر پکیج به عنوان یک پکیج متن باز جداگانه ساخته شد زیرا در آخر به تنهایی و همچنین برای چیزهایی غیر از پایتون هم مفید بود. همچنین یک نسخه کوچک و خودراه‌انداز از آناکوندا به نام مینی‌کوندا وجود دارد که فقط شامل کوندا، پایتون، پکیج‌هایی که به آن‌ها وابسته هستند و تعداد کمی از پکیج‌های دیگر است.